# 後凹尾龍屬
後凹尾龍屬（發音：/ɒˌpɪsθoʊsɪlɪˈkɔːdiə/），又名後空尾龍，是蜥腳下目恐龍的一個屬，生存於白堊紀晚期，化石發現於蒙古的戈壁沙漠。模式種是斯氏後凹尾龍（Opisthocoelicaudia skarzynskii）。1965年波蘭和蒙古的科學家發掘出一具保存良好的骨骼，只缺乏頭部和頸部，使後凹尾龍成為白堊紀晚期所知最詳盡的蜥腳類之一。骨骼上的齒痕可能代表著屍體曾被掠食者啃食，並帶走了現在缺失的部位。迄今為止，只有額外兩具不完整的標本，包含部分肩部及尾部碎片。後凹尾龍是種相對小型的蜥腳類，身長估計約11.4至13公尺。如同其他蜥腳類，他以長在長頸上的小頭以及由四個圓柱狀腿支撐著筒狀身軀為主要特徵。後凹尾龍名字的意思為「後方空洞的尾巴」，意指其前段尾椎雙後凹的不尋常情況。前述和其他骨骼特徵使研究者推論後凹尾龍能夠以後腳直立站起。
1977年由波蘭古生物學家Maria Magdalena Borsuk-Białynicka命名及描述，後凹尾龍起初被認為是圓頂龍科的新物種，但現在的理論支持牠是泰坦巨龍類的先進物種。後凹尾龍在泰坦巨龍類中的確切親緣關係仍存在爭議，牠可能與北美洲的阿拉莫龍近緣。所有後凹尾龍化石都來自耐梅蓋特組，雖然當地有著豐富的恐龍化石，但該地層發現唯一的另一種蜥腳類是耐梅蓋特龍，所知來自單一頭骨。鑒於後凹尾龍的頭骨仍未知，許多研究者提出耐梅蓋特龍和後凹尾龍可能屬於同一物種。耐梅蓋特組的蜥腳類足跡包含皮膚印痕可能來自於兩者之一，因為牠們是當地所知唯二的蜥腳類。

## 發現與標本

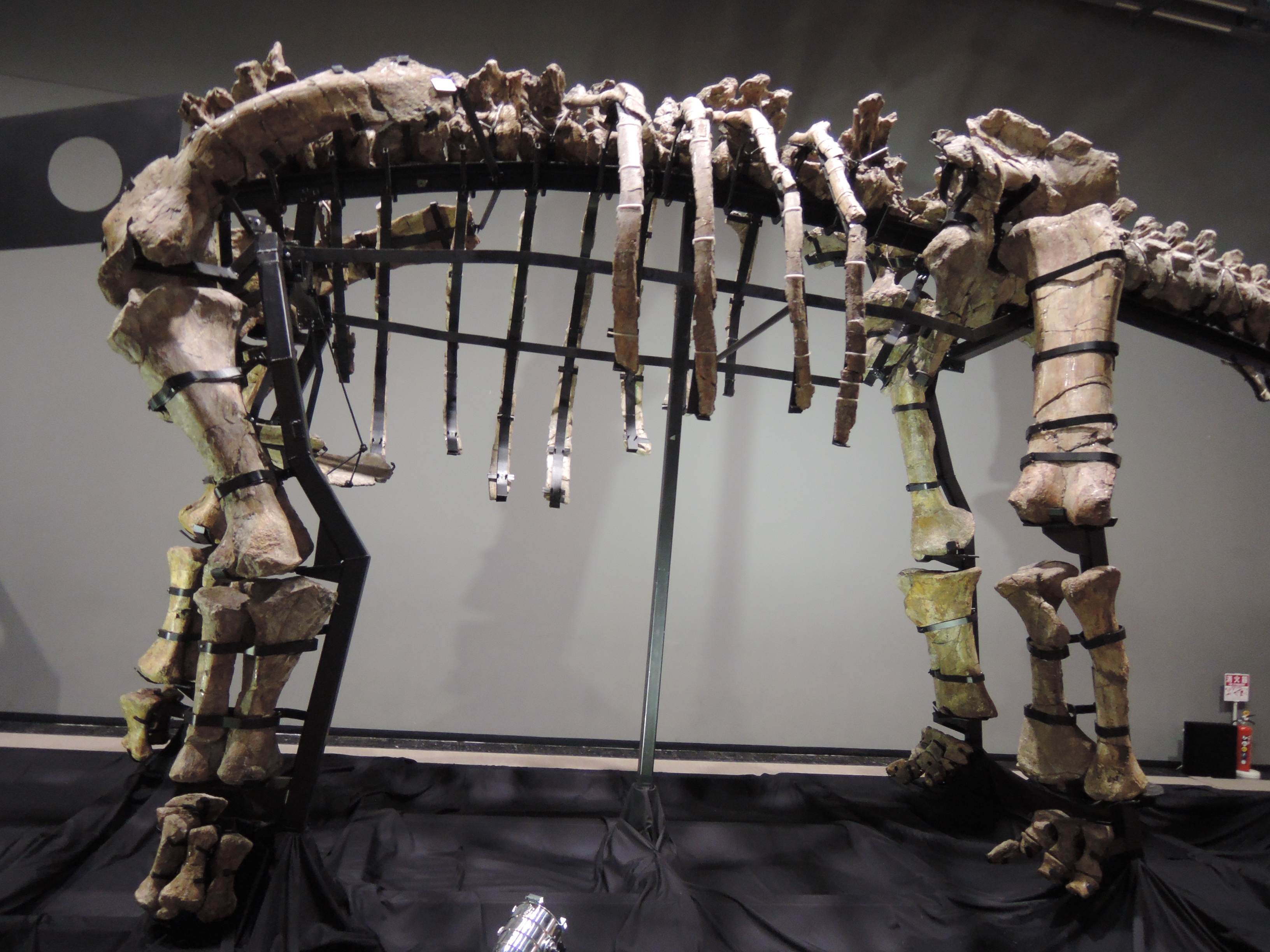
模式標本的骨架

模式標本發現於1965年6月10至23日之間，是一個由波蘭古生物學家Zofia Kielan-Jaworowska所領導的波蘭/蒙古的聯合考察的期間。最大規模的一連串考察活動於1963年至1971年進行，共有21名成員參與以及更多僱用的蒙古工人協助。發現地點位於蒙古南部南戈壁省的Altan Uul地區，當地包含荒地約100平方公里。Altan Uul露出的沉積岩屬於耐梅蓋特組，是耐梅蓋特盆地三個地層當中最年輕的一個。後凹尾龍是1965年考察活動眾多重要恐龍中第一個發現的。其他發現位於不同地區，包含暴龍科特暴龍的多具骨骼、巨型似鳥龍類恐手龍的模式標本、蜥腳類耐梅蓋特龍、以及厚頭龍類的平頭龍。

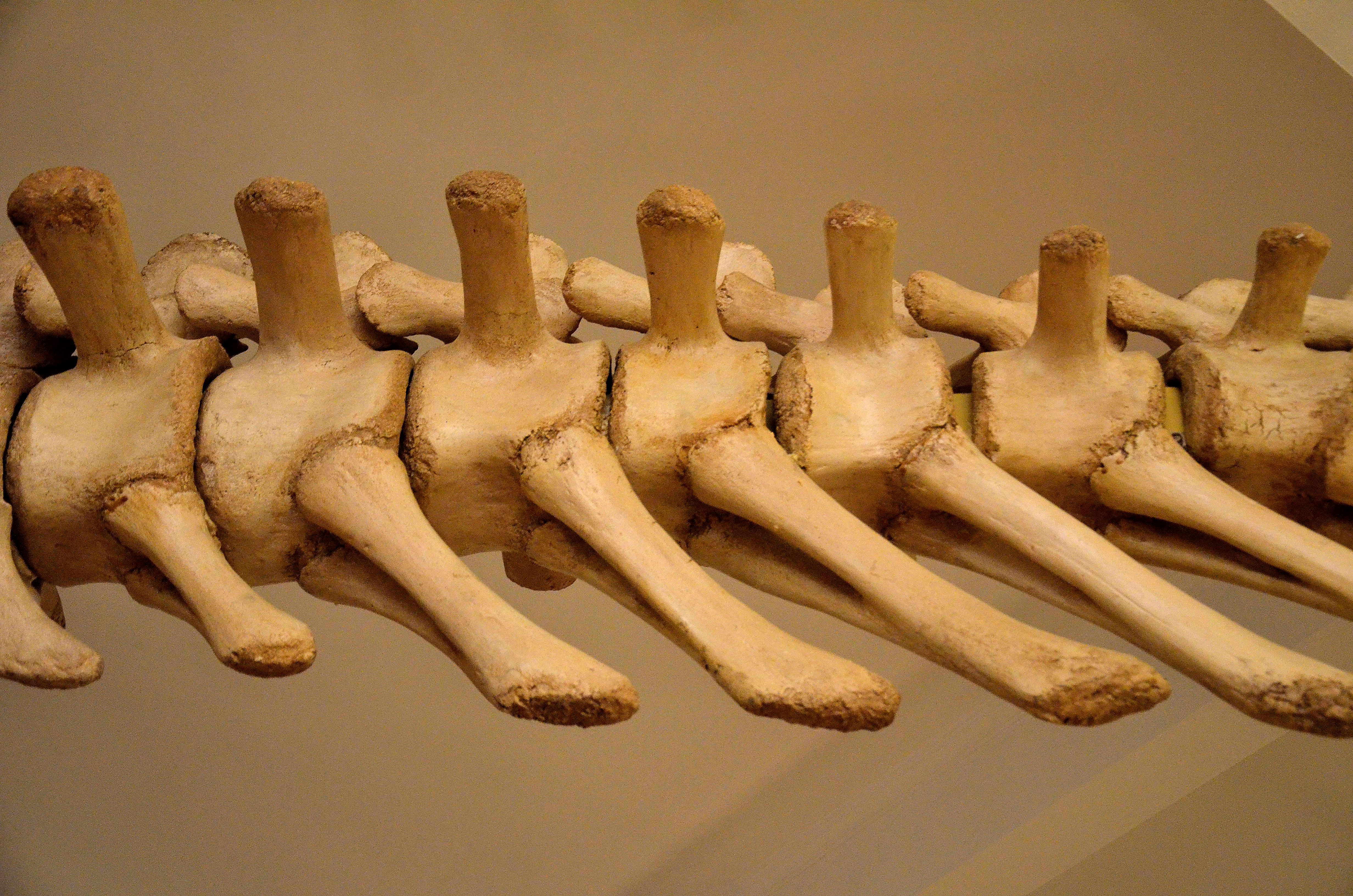
前段尾椎的腹面觀，象徵屬名的由來

在田野考察的第五天，考察團的地質學家Ryszard Gradziński發現了保存著良好骨骼的石塊有望來自相當完整的骨骼。挖掘工作於隔天開始，揭露了幾乎完整的骨骸只缺少頭部和頸部。直到今日這具標本仍是這屬恐龍發現最完整的標本。將標本運出崎嶇地形引發了嚴重的技術問題，含著化石的石塊必須在用汽油桶製成的簡易金屬雪橇上移動580公尺後才能裝上卡車。因為骨骸埋在非常堅硬的砂岩層，許多岩塊重達一噸。7月9日，骨骸包裝成35個板條箱以運往達蘭扎德嘎德。所有箱子包含石塊及骨骸重達12噸。
模式標本屬於一個老年個體。牠的埋葬方式不尋常，是背面倒地，其他耐梅蓋特組的完整骨骸通常是腹面貼地。標本被發現包覆在交錯層理的河流沉積砂岩。大部分發現的脊椎仍然相連在一起，形成一系列包含8節背椎、6節薦椎、34節尾椎。另外3節脊椎被發現獨立於系列外，可能屬於頸部與背部相連的區域。骨骼的其餘部分略微偏離其原始解剖位置，左肢和左肋骨都被發現位於身體右側，相反的右肢和右肋骨位於身體左側。骨骸上以鑑定出咬痕，尤其在骨盆和大腿骨，代表著屍體曾經被掠食者啃食。頭骨和頸部的失蹤可能代表著這些部位被掠食者帶走。遺骸的完整性代表著該個體就在發現地附近死亡。洪水事件可能將遺骸運輸了很短的距離，然後甚至在軟組織完全腐爛之前就被沉積物覆蓋。
1977年，波蘭古生物學家Maria Magdalena Borsuk-Białynicka發表了對骨骼的全面描述並命名後凹尾龍為新屬新種。屬名指尾椎不尋常的兩側後凹情況，意為「後方空洞的尾巴」，由古希臘語的ὄπισθεν／opisthen（在後方）、κοῖλος／koilos（空心）以及拉丁語的cauda（尾巴）組成。種名紀念處理模式標本的Wojciech Skarżyński。後凹尾龍是亞洲蜥腳類中，繼盤足龍、馬門溪龍後第三個得知顱後骨骼的。在出土後，模式標本成為華沙古生物機構的館藏，但後來移交歸還給來源國，現在保存於烏蘭巴托蒙古科學院地質所，標本編號為MPC-D100/404。除了模式標本，Borsuk-Białynicka還敘述了來自同一地點的一副肩胛骨和鳥喙骨（ZPAL MgD-I/25c），這些骨頭尚未彼此融合，推測來自青少年個體。
截至2017年，已從耐梅蓋特組的32個地點發現蜥腳類骨骼，並可能屬於後凹尾龍或耐梅蓋特龍。至少兩具發現於耐梅蓋特地區—一個破碎的尾部（MPD 100/406）和一對爪，展現了後凹尾龍的鑑定特徵並可歸其名下。由菲利浦·柯里領導的考察團於2006年和2008年嘗試重新定位後凹尾龍模式標本的採集地，但直到2009年才成功，歸功於Gradziński提供了額外的資訊。
儘管採集地已被風化填補無法找到額外的化石材料，但可確定該採集地來自耐梅蓋特組下部層位。

## 敘述

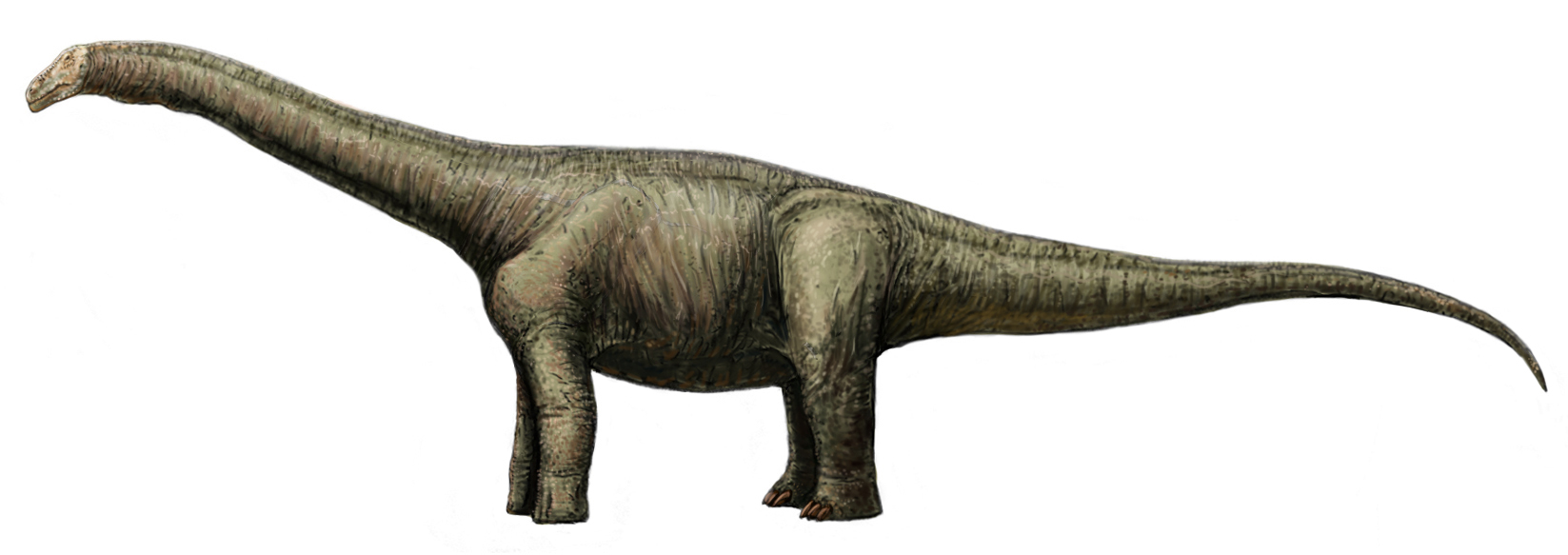
生命復原

體型比例圖

如同其他蜥腳類，後凹尾龍有顆小頭長在長頸上，一個筒狀身軀由柱狀四肢支撐，以及一條長尾。牠是相對小型的蜥腳類，模式標本估計從頭部到尾部尖端約11.4到13公尺。體重在不同的研究中分別估計為8.4噸、10.5噸、22噸、13噸、25.4噸。

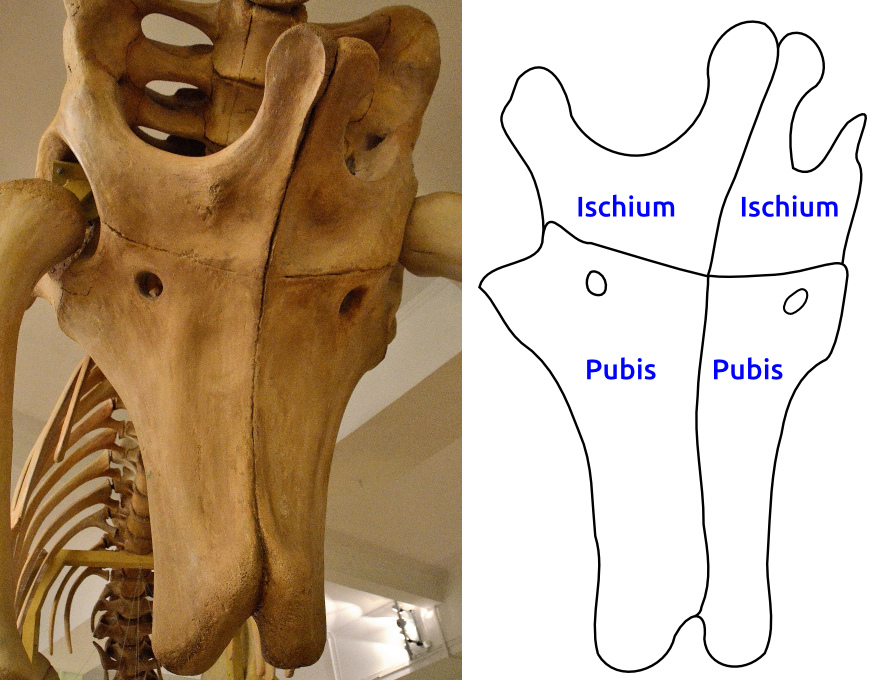
坐骨和恥骨。原本這些骨頭之間有縫隙，但在後凹尾龍是閉合的，是為其特徵

顱骨和頸部未保存下來，但頸韌帶的重建表示有著中等長度約5公尺的頸部。在Borsuk-Białynicka的1977年敘述中指出具有11節背椎，葛瑞戈里·保羅則在2019年反駁已知的脊柱包含了第一節頸椎，而使具有泰坦巨龍類中典型的10節背椎。就像其他泰坦巨龍類，因為缺乏椎骨副關節（Hyposphene-hypantrum articulations）而使背部非常有彈性，而骨盆則因附加的第六節薦椎而強韌。尾部的前段尾椎呈後凹型（opisthocoelous），意即前側凸行、後側凹型，形成杵臼關節。這種後凹型尾椎使後凹尾龍得名並將其獨特於其他所有泰坦巨龍類。其他泰坦巨龍類通常以強度前凹型前段尾椎為特徵，意即前側凹入、後側凸出。另一個獨特特徵可見於背椎，是雙叉型神經棘突起，使沿脊柱頂部有兩排骨質突出物。雖然這在泰坦巨龍類中很獨特，卻可以在其他不相關的蜥腳類中（如梁龍、盤足龍）發現，證明這些特徵是獨立演化的。

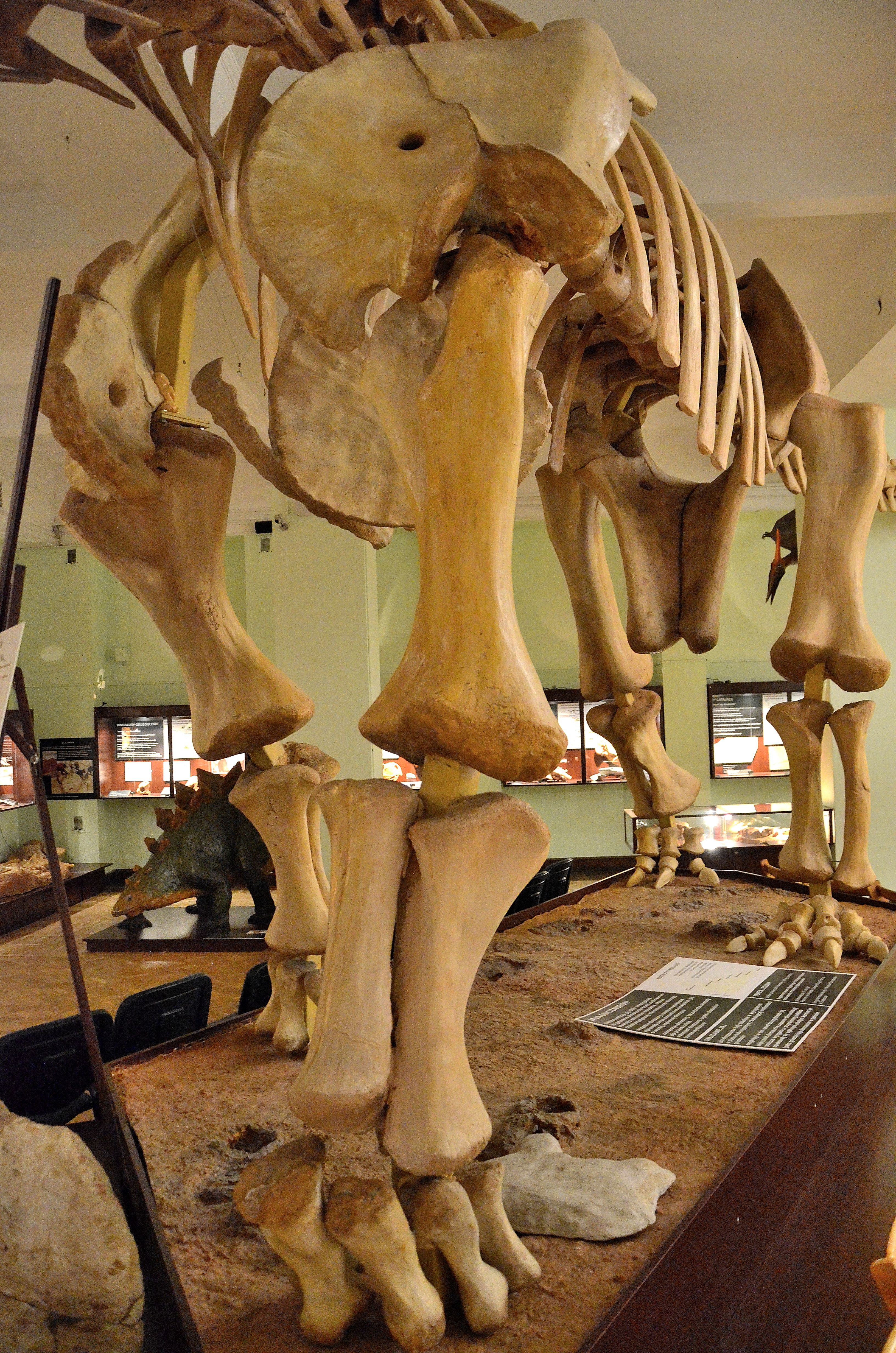
後凹尾龍的四肢，顯示無指的半圓形手部及發達的腳部

如同其他泰坦巨龍類的骨盆，坐骨相對較短，只有恥骨2/3的長度。左右坐骨及左右恥骨在大部分長度上都經過成骨作用，填補了其他蜥腳類這些骨頭之間通常存在的縫隙。四肢比例上較短，也可見於其他泰坦巨龍類。前肢在幾乎完整的標本內測量的高度為1.87公尺，大約是後肢長度的2/3，後肢被重建為高度2.46公尺。就像其他泰坦巨龍類，四肢稍微向身體外側擴展而非垂直於身體正下方，而前肢與其他蜥腳類相比更靈活及可動性佳。
手部僅由5個掌骨組成，呈垂直向並半圓形排列。腕骨消失，如同其他泰坦巨龍類。指骨和指爪也完全消失－在大部分泰坦巨龍類中，這些骨頭依然存在但急遽縮小。在腳部，距骨像其他泰坦巨龍類一樣大幅縮小，但跟骨完全消失。與手部相比，腳趾及趾爪發達。趾骨代數（phalangeal formula）代表從最內側算起的趾骨個數為2-2-2-1-0。泰坦巨龍類的腳部骨骼非常罕見，除了後凹尾龍之外只有沉重龍和未命名因韋納達河泰坦巨龍類發現保存完整的腳部，趾骨代數分別為前者2-2-3-2-0及後者2-2-2-2-0。在這三種泰坦巨龍類中，後凹尾龍最為進階而具有最少的趾骨，表明在泰坦巨龍類的演化過程中趾骨數目的逐漸減少。與其他蜥腳類一樣，第一趾爪不大於第二趾爪，但尺寸大致相等。
皮內成骨已在至少十種泰坦巨龍類發現。幾乎完整的後凹尾龍骨骼缺乏皮內成骨可能代表其缺乏此構造。然而，親緣關係接近的阿拉莫龍在首次發現後幾乎過了一個世紀才發現具有皮內成骨，加上其他親緣接近的泰坦巨龍類，使後凹尾龍具皮內成骨的可能性也增加。

## 分類
最初後凹尾龍被分類至圓頂龍科，與圓頂龍、盤足龍為同類。這項分類基於骨骼的數個共同特徵，其中最關鍵的是背部神經棘分叉。1977年，Borsuk-Białynicka認為後凹尾龍與盤足龍較接近，而離圓頂龍較遠，因此置於盤足龍亞科。一份由Walter Coombs與Ralph Molnar在1981年的研究則提出相反的見解，將後凹尾龍置於圓頂龍亞科離圓頂龍較近。現在，盤足龍和後凹尾龍都被移到圓頂龍科以外，1981年Leonardo Salgado和羅多爾夫·科里亞指出後凹尾龍是一種泰坦巨龍並歸類至泰坦巨龍科。現在泰坦巨龍科被許多學者認為是無效的；取而代之的是代表同等級的岩盔龍類。

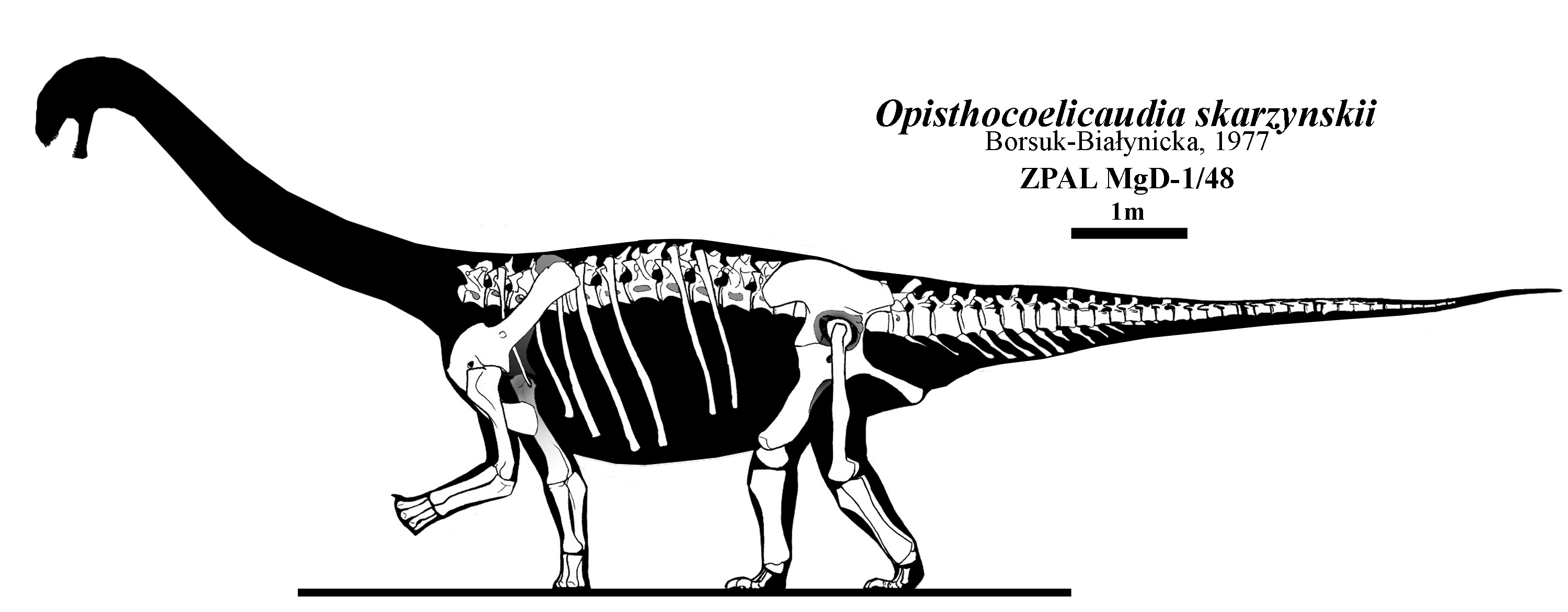
骨骼描繪，白色顯示模式標本有的材料

在岩盔龍類中，後凹尾龍被認為與阿拉莫龍、內烏肯龍、洛卡龍、薩爾塔龍有接近親緣關係，牠們一同組成薩爾塔龍科。科內彼此的關係仍有爭議。大部分學者認為與後凹尾龍最接近的是阿拉莫龍，兩者共同組成單系群後凹尾龍亞科。其他學者則提出論點認為後凹尾龍亞科是並系群（非自然分類群體）。在比較了大部分其他研究後，Upchurch和同僚在2004年提出阿拉莫龍與柏利連尼龍接近而將其移出薩爾塔龍科，並也和後凹尾龍完全無關。
以下演化樹根據Calvo和同僚2007年的研究，顯示後凹尾龍亞科為單系群：
|  | 後凹尾龍 |
|  |          |
|  | 阿拉莫龍 |
|  |          |

|  | 內烏肯龍                                            |
|  |                                                     |
|  | \| \| 洛卡龍 \| \| \| \| \| \| 薩爾塔龍 \| \| \| \| |
|  |                                                     |
|  | 洛卡龍                                              |
|  |                                                     |
|  | 薩爾塔龍                                            |
|  |                                                     |

|  | 洛卡龍   |
|  |          |
|  | 薩爾塔龍 |
|  |          |

|  | 後凹尾龍 |
|  |          |
|  | 阿拉莫龍 |
|  |          |

|  | 內烏肯龍                                            |
|  |                                                     |
|  | \| \| 洛卡龍 \| \| \| \| \| \| 薩爾塔龍 \| \| \| \| |
|  |                                                     |
|  | 洛卡龍                                              |
|  |                                                     |
|  | 薩爾塔龍                                            |
|  |                                                     |

|  | 洛卡龍   |
|  |          |
|  | 薩爾塔龍 |
|  |          |

### 與耐梅蓋特龍的關係

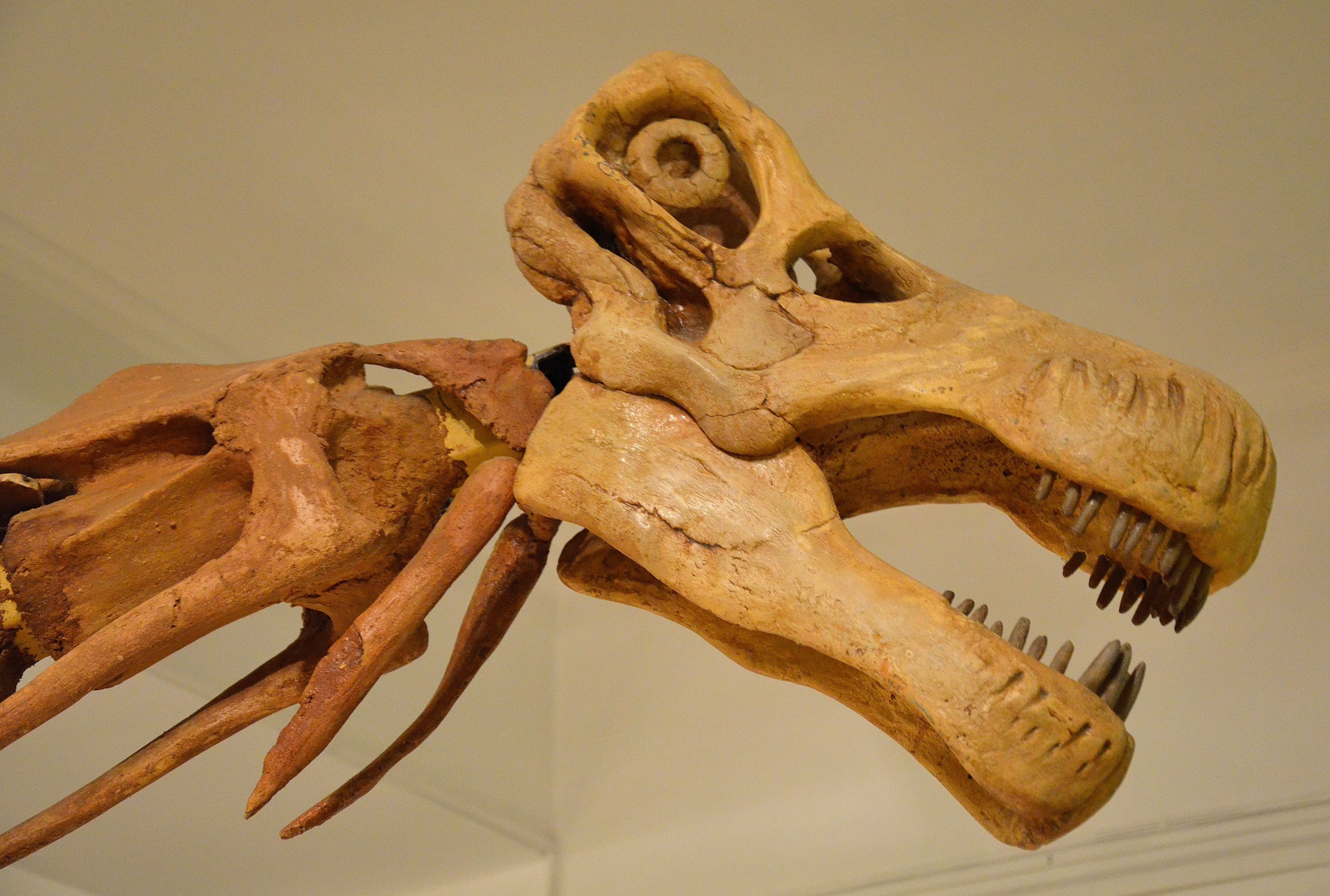
可能的同物異名–耐梅蓋特龍的頭骨特寫，安裝於後凹尾龍的骨架上

另一種耐梅蓋特組蜥腳類耐梅蓋特龍，其所知只來自單一個頭顱骨。相反地，後凹尾龍缺乏頭顱和頸部，引發了其與前者的比較，甚至可能代表著前者的異名的質疑。根據國際動物命名規約（ICZN），較早命名的屬名具優先權–如果兩者真的證實是同一屬，則耐梅蓋特龍將維持有效，而後凹尾龍將變為無效。
耐梅蓋特龍和後凹尾龍都是在1965年一系列考察活動中發現。在遺骸經過處理和敘述之前，多數團隊人員認為這些話時都來自同一種蜥腳類。1977年Borsuk-Białynicka認為兩者是不同屬，因為當時耐梅蓋特龍被認為屬於叉龍科，而後凹尾龍與另一類群圓頂龍科有關。
現在，耐梅蓋特龍和後凹尾龍都被歸類於泰坦巨龍科，而Jeffrey Wilson在2005年指出兩者是同物異名的可能性不能被排除。柯里和同僚分別於2003年和2007年指出根據新發現的化石，同物異名的可能性很大。在重新定位最初的耐梅蓋特龍採集地後，研究人員又挖掘出模式標本的顱後骨骼包含尾椎椎體和後肢，首次使耐梅蓋特龍與後凹尾龍有重疊部位的化石能夠進行直接比較。這些顱後骨骼被發現與後凹尾龍模式標本的對應部位非常相似。最重要的是發現的尾椎椎體也如同後凹尾龍鑑定特徵呈雙後凹型，代表兩者不是關係接近就是同一屬。此外這些作者還指出在耐梅蓋特組的32處蜥腳類採集地沒有證據顯示當地存在一種以上的蜥腳類。在最初的敘述中她指出不同種蜥腳類共享棲地並非罕見，以北美的莫里遜組為論證。然而柯里和同僚則強調耐梅蓋特組在恐龍物種組成上有所不同，大型恐龍受環境條件限制使得每個演化支只允許存在少數物種。然而關於同物異名的論點仍缺乏明確證據支持，在後凹尾龍正式列為耐梅蓋特龍的異名之前還需要更多能夠重疊比較的化石材料。

## 古生物學

### 姿勢

A. Borsuk-Białynicka的姿勢重建，背部呈水平 B. Schwarz等人（2007）的姿勢重建，呈現更陡峭的肩胛骨（綠色）與水平方向成60度角，導致背部向下傾斜

最初Borsuk-Białynicka認為在標準位置頸部呈水平或略朝下方傾斜，這是根據位於頸部和背部交界的頸韌帶，用以支撐頸部和頭部重量下所作的重建。雖然在其後許多個所知更詳盡的蜥腳類中的類似敘述中經常設想S曲線、天鵝狀的上揚頸部形象，近年的研究則反駁蜥腳類的頸部相對挺直並水平狀。
Borsuk-Białynicka也將背部敘述成水平狀，大多數後續的描述也繼承此形象。在一份2007年的研究，Daniela Schwarz和同僚提出背部向後傾斜的觀點。根據他們的說法，肩胛骨將比原先想像得陡峭，以55至60度角傾斜，而使肩部抬高。軀體和頸部的脊柱相對呈直線的情況下，將使頭部位置升高。

### 直立姿態

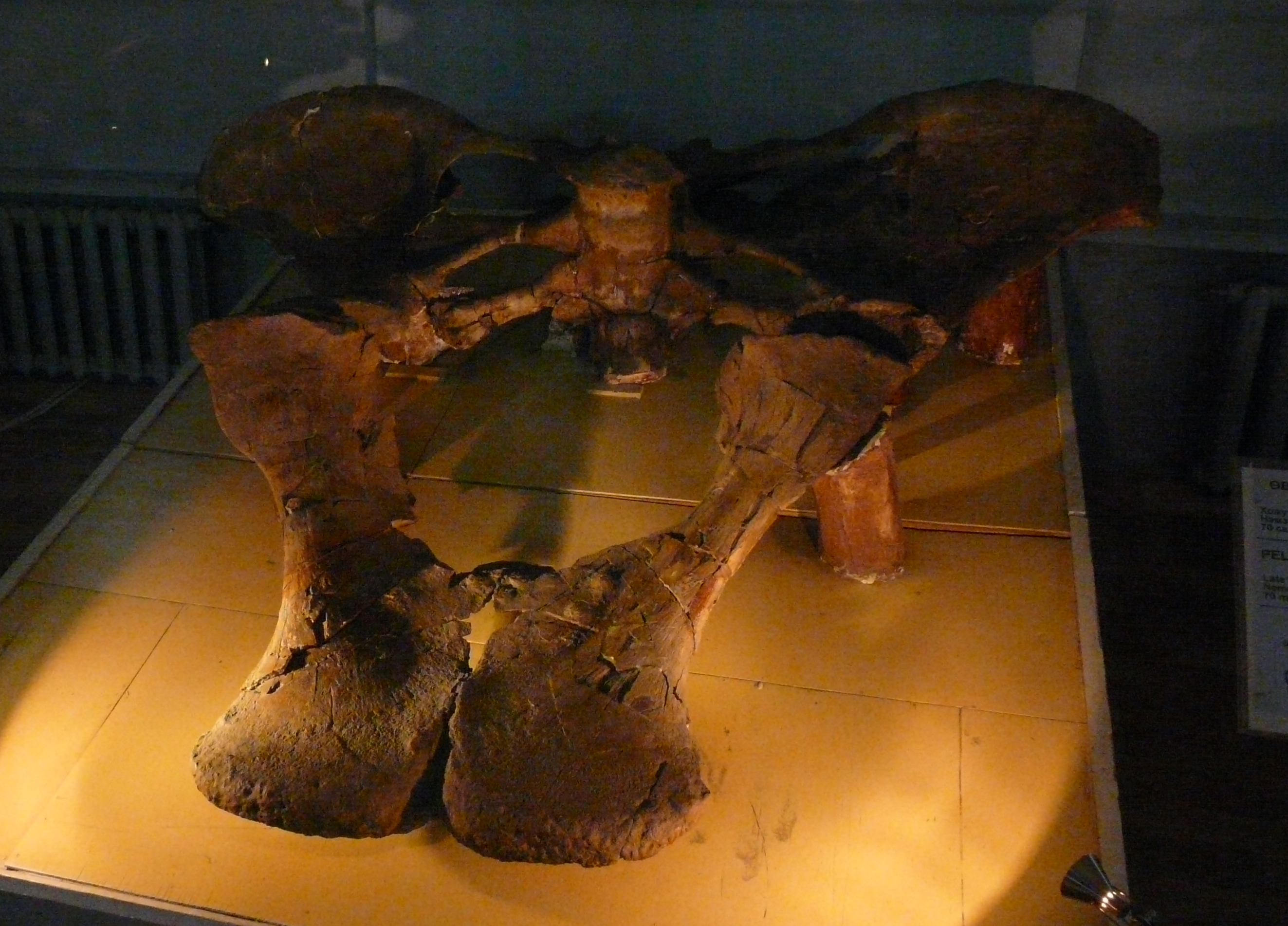
模式標本的骨盆

後凹尾龍可能可以倚靠後腿直立起來覓食，讓尾部充當第三條腿。1977年Borsuk-Białynicka指出與直立有關的幾項骨骼特徵，包含前段尾椎的雙後凹–根據作者所論將使尾部比其他蜥腳類更具彈性；骨盆的特徵例如髖臼的加厚、髂骨加寬、恥骨區的融合，可能使骨盆能夠承受直立時的壓力。
Heinrich Mallison於2011年爭論到後凹尾龍可能可以將前段與後段尾部彎曲成一定角度，形成中間的角度帶，從而前段部分直立時可以比其他蜥腳類更挺直。2005年，Wilson假設直立不僅後凹尾龍也可通用於其他薩爾塔龍科物種，這些物種的共通特徵例如縮短的尾部可能就是為了直立的演化適應。

### 足跡

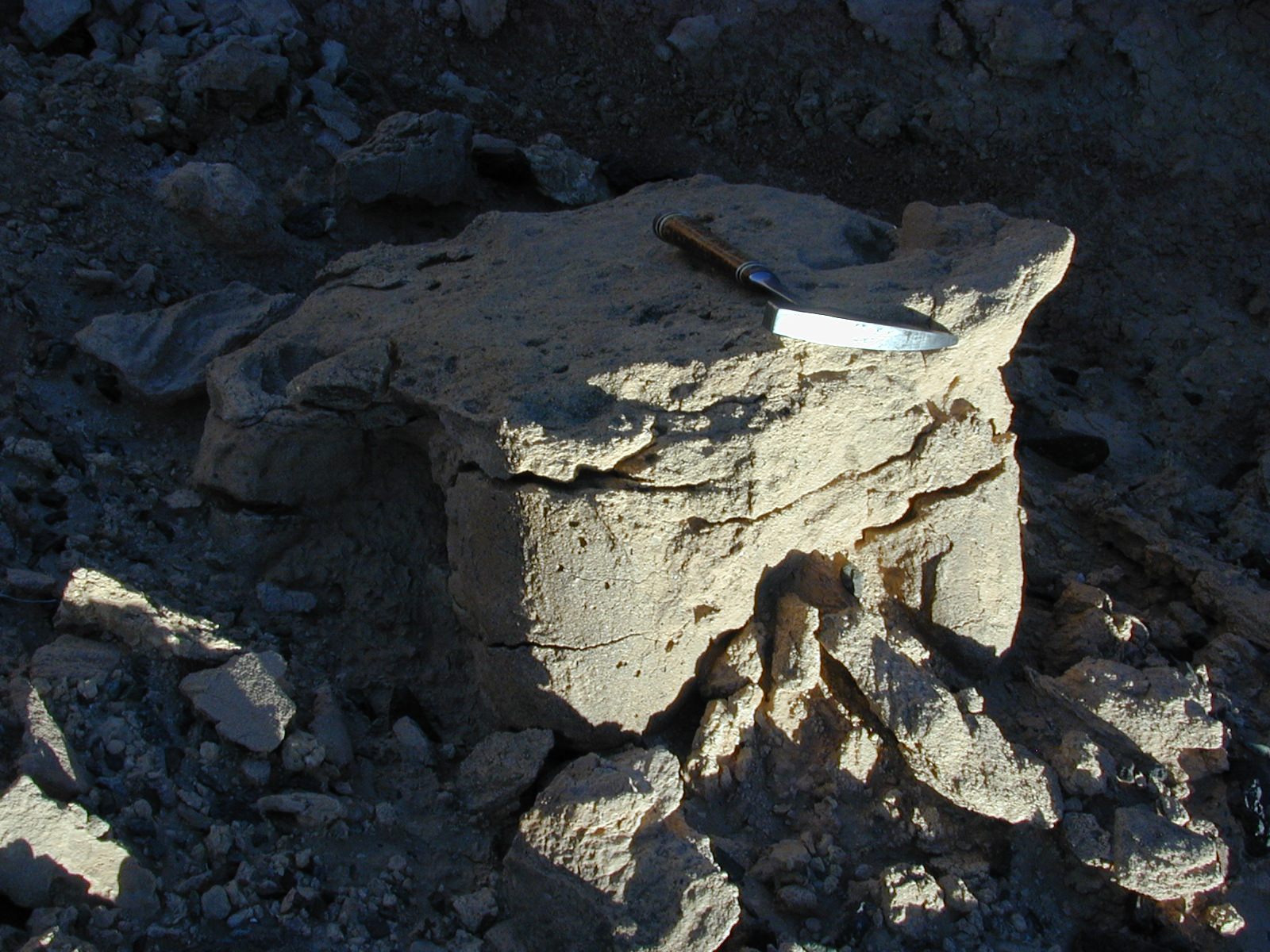
蜥腳類後腳足跡的野外特寫，可能由後凹尾龍留下

耐梅蓋特組的足跡直到2003年才為人所知，當時柯里和同僚從該地區描述了幾個案例。這些足跡大部分來自鴨嘴龍科（可能是櫛龍）、兩個由大型獸腳類（可能是特暴龍）留下、另外兩個由蜥腳類的後腳所留下。這些蜥腳類足跡根據作者所述歸於後凹尾龍，因匹配的後腳型態、並且是耐梅蓋特組唯一已知的蜥腳類（因此是唯一潛在的足跡物種，因當時耐梅蓋特龍被視為同物異名）。足跡留在軟濕泥淖或河邊剛乾掉的點，接著被沙填滿。如今僅剩下沙填充物，包裹的泥岩則被侵蝕掉。保存最好的足跡長度為63公分，因此可能由比模式樣本大的個體所留下。儘管底面難以取得，但垂直面的防蝕性佳，使該足跡成為已知保存最完好的蜥腳類足跡之一。四個腳趾印痕可被辨識，其中二趾或三趾有趾爪的痕跡，腳趾幾乎呈垂直，甚至在第一個趾痕上也保存了皮膚印痕，趾爪不重疊的間隔每個平均為14毫米。足跡產生者的腳可能比寬度稍微長於長度。第二個足跡比第一個淺很多，但顯示保存良好的趾痕及細節，包括至少兩個向外旋轉的深度趾爪印痕、以及中間趾後部保存良好的肉墊印痕。
雖然後續還報告了數個額外的蜥腳類足跡，但相對於常見的鴨嘴龍科或獸腳類依然顯得罕見。Brennan Stettner和同僚（2017）報告了在2007年耐梅蓋特地區考察發現的足跡，其中保存最好的足跡來自後腳，長76公分非常巨大。具有保存良好的底面，顯示趾墊和四個向外的腳趾，其中前三趾有趾爪。同樣在2017年Judai Nakajima和同僚敘述了腎形印痕，是該地層發現的第一個蜥腳類前腳足跡。

## 古生態學

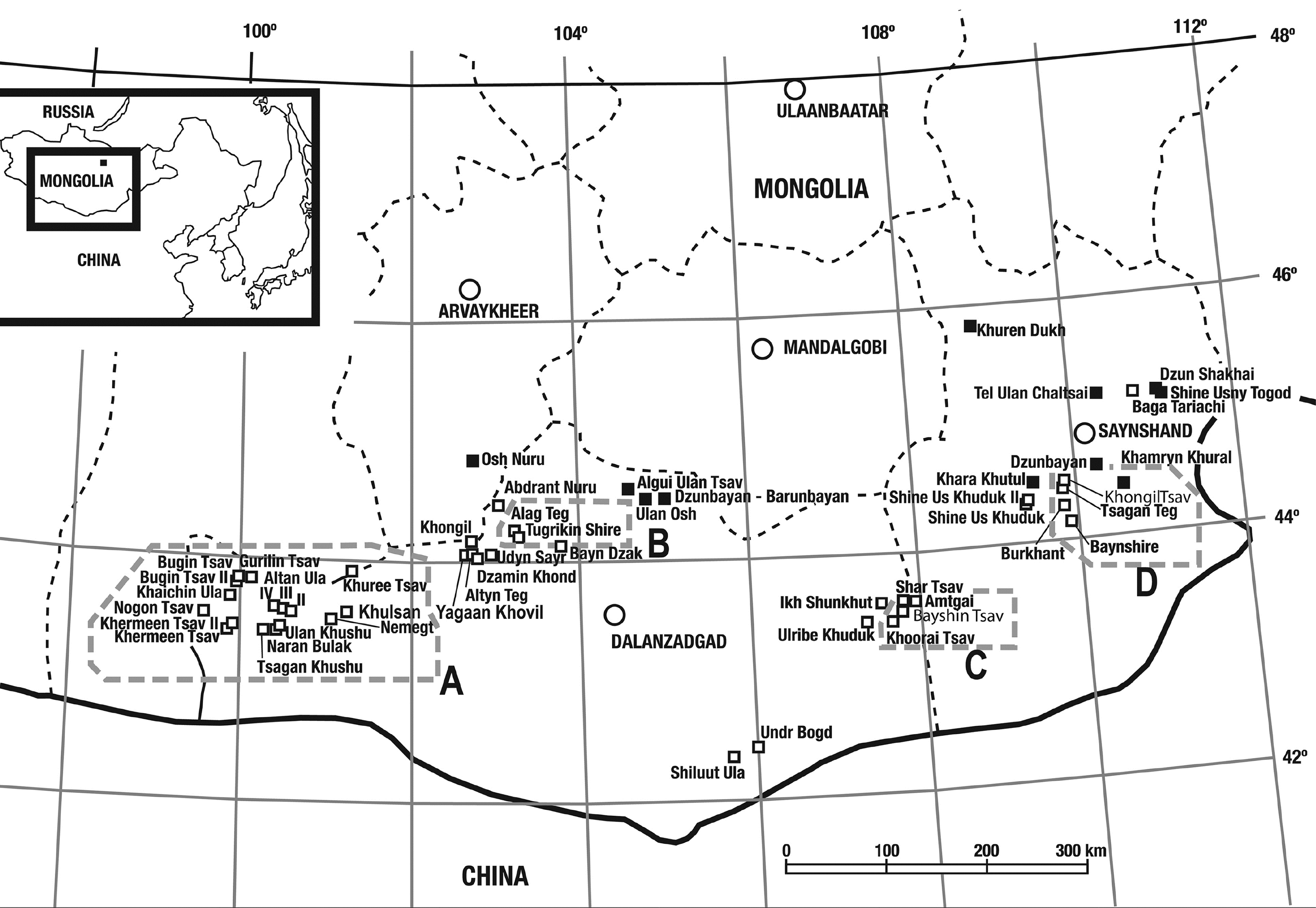
蒙古的白堊紀恐龍化石分部；後凹尾龍採集自A區域（左）的Altan Ula地區

耐梅蓋特組地層沉積於白堊紀晚期，儘管從未經過放射性定年得知確切的年代。根據不同的資料，該地層年代可能為晚坎潘階至早馬斯垂克階、早馬斯垂克階、或馬斯垂克階中期。耐梅蓋特組沉積物沉積於河道相間的平原上。氣候溫暖、半潮濕伴隨季節性乾旱，土壤相對乾燥。至少耐梅蓋特組比底下較老的地層西戈約特層、德加多克塔組還要潮濕，後兩者為半乾旱氣候。
耐梅蓋特組的動物群包含水生及兩棲類（如魚類、烏龜和鱷魚）以及鳥類和豐富的中型至大型恐龍，而較小型的陸生動物如蜥蜴和哺乳類則較罕見。耐梅蓋特組的獸腳類非常多樣化，包含傷齒龍科的無聊龍、大量的暴龍科特暴龍，後者可能以後凹尾龍為獵食對象。唯一另一種已知的蜥腳類是耐梅蓋特龍。鳥臀目則以鴨嘴龍科（包含非常常見的櫛龍）、後頭顱的厚頭龍類、重型裝甲的甲龍科（多智龍）為代表，缺乏新角龍類（雖然可見於西戈約特層和德加多克塔組）。